# Valter Girardelli
Valter Girardelli (Rovereto, 22 luglio 1955) è un ammiraglio italiano, capo di stato maggiore della Marina Militare dal 22 giugno 2016 al 21 giugno 2019.

## Biografia

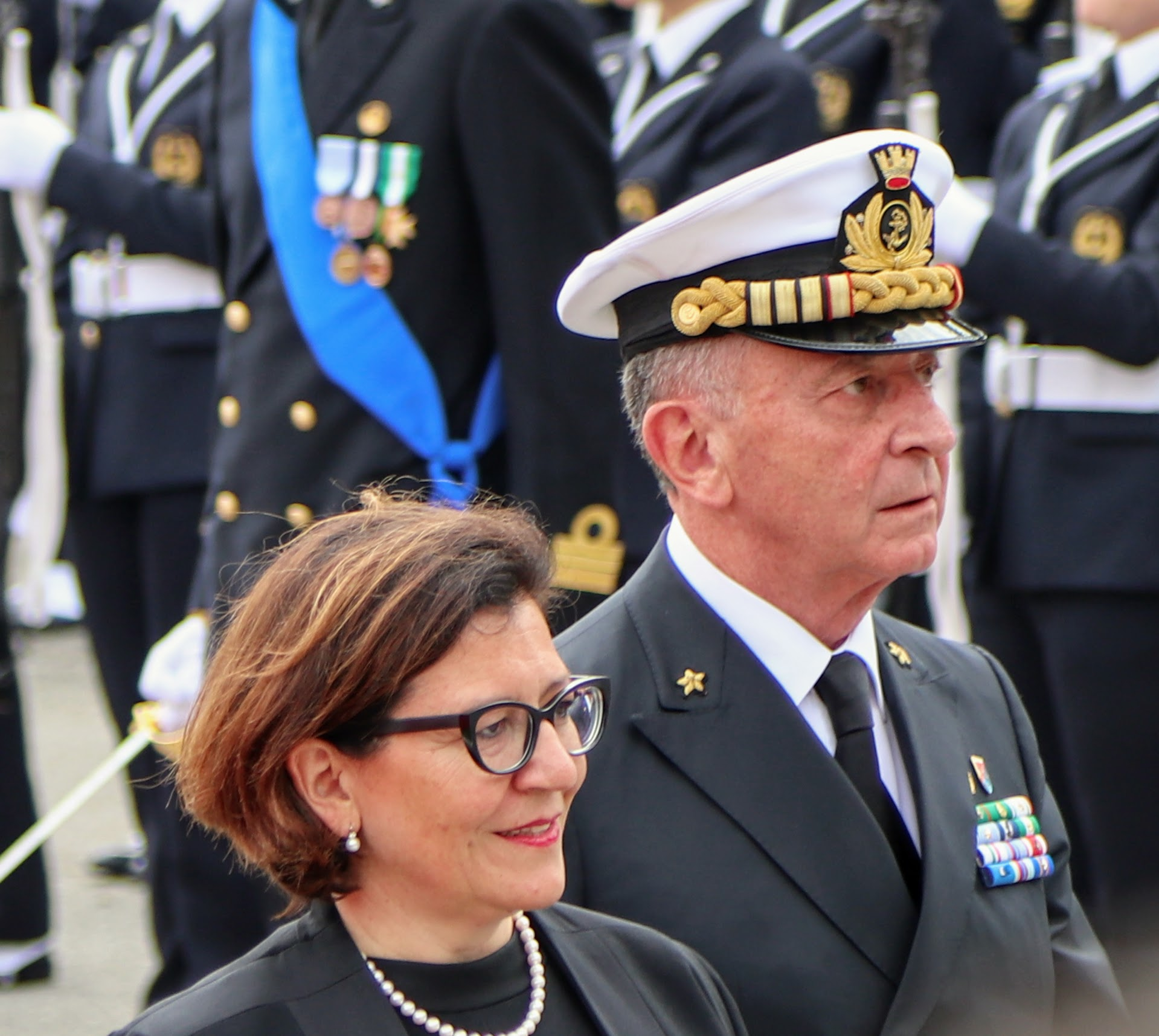
Girardelli e il ministro Elisabetta Trenta.

Valter Girardelli è nato a Rovereto (Trento) il 22 luglio 1955. Sposato, ha conseguito due lauree, entrambe con lode, la prima in Scienze internazionali e diplomatiche e la seconda  in Scienze marittime e navali. Ha frequentato l’Accademia Navale dal 1974 al 1978 e comandato la nave da trasporto acqua Busento. Il 1 gennaio 1987 è stato promosso capitano di corvetta, e ha poi rivestito diversi incarichi, tra i quali quello di capo servizio addestramento del Comando in capo della squadra navale. Promosso capitano di fregata, ha comandato la fregata antisommergibile Scirocco. Capitano di vascello dal 1° luglio 1998, ha svolto presso lo stato maggiore della Marina, l’incarico di capo ufficio pianificazione generale e finanziaria (PGF) e delle forze. Ha poi comandato la portaerei Giuseppe Garibaldi, e quindi è stato destinato a stato maggiore della difesa con l’incarico di Capo Ufficio PGF. Promosso prima contrammiraglio in data 1° gennaio 2004 e successivamente Ammiraglio di Squadra il 1° gennaio 2013, dal 16 settembre dello stesso anno ha ricoperto l’incarico di Vice Segretario Generale e DNA. Infine, in data 10 marzo 2015, è stato nominato dalla Ministra Pinotti Capo di gabinetto della difesa. Il 22 giugno 2016 viene nominato capo di stato maggiore della Marina. Ha lasciato il servizio attivo il 21 giugno 2019, sostituito nel suo incarico dall'Ammiraglio Giuseppe Cavo Dragone .